# Béatrice Edwige
Béatrice Seynabou Edwige (Párizs, 1988. október 3. –) olimpiai-, világ- és Európa-bajnok francia válogatott kézilabdázó, beálló, a Ferencvárosi TC és a francia női kézilabda-válogatott játékosa. A válogatottban 24-es, klubcsapatában a 3-as mezszámban játszik.

## Pályafutása

### Klubcsapatban
Béatrice Edwige Párizsban született, de a Francia Guyana-i Mana városában nőtt fel. Tizenegy éves volt, amikor szüleivel Franciaországba költöztek. Pályafutását a Celles-sur-Belle csapatánál kezdte. 2009-ben lett a Cercle Dijon játékosa. A Dijon 2013 nyarán kiesett az élvonalból, de Edwige maradt a klubnál, annak ellenére, hogy a szerződésében foglalt záradék szerint ebben az esetben ingyen távozhatott volna. A Dijon egy év elteltével visszajutott az első osztályba, Edwige pedig 2014 nyarán az OGC Nice játékosa lett. Két szezont töltött itt, 2016 nyarán szerződtette a Metz Handball. 2017-ben és 2018-ban bajnoki címet nyert a csapattal. 2019 januárjában vált hivatalossá, hogy a következő szezontól a Győri Audi ETO játékosa lesz. 2021 februárjában vált hivatalossá, hogy Edwige nem hosszabbított a magyar csapattal, és már pár órával később az orosz Rosztov-Don bejelentette a szerződtetését, a hírt később maga a francia beálló is megerősítette. 2022 februárjában szezon közben leigazolta Tatjana Brnovićot beálló pozícióba, Edwige-t pedig kölcsönadták a Ferencvárosi TC-nek, így a Bajnokok Ligája egyenes kieséses szakaszában már a magyar csapat színeiben léphetett pályára.

### A válogatottban
Edwige 2013. június 1-jén mutatkozott be a francia válogatottban. Első világversenye a a 2015-ös világbajnokság volt. 2016-ban a riói olimpián ezüstérmet, az év végi Európa-bajnokságon pedig bronzérmet nyert a csapattal. Egy év múlva a németországi világbajnokságon, majd 2018-ban, a hazai rendezésű Európa-bajnokságon is aranyérmes lett a francia válogatott tagjaként.
2016 nyarán válogatott csapattársaival együtt az olimpián nyújtott teljesítményéért állami kitüntetésben részesült.

## Sikerei, díjai
Metz
- Francia bajnok: 2016-2017, 2017-2018
- Francia Kupa-győztes: 2016-2017

Dijon
- Francia másodosztályú bajnok: 2013-2014

Győri Audi ETO
- Magyar Kupa-győztes: 2021

Ferencvárosi TC
- Magyar bajnok: 2024
- Magyar Kupa-győztes: 2022, 2023, 2024, 2025